# احمد کوفتارو
احمد کوفتارو یا احمد کفتارو (دسامبر ۱۹۱۵–۱ سپتامبر ۲۰۰۴) مفتی اعظم سوریه، بالاترین نماینده رسمی مسلمان سنی اداره فتوا در وزارت اوقاف در سوریه بود. کافتارو مسلمان سنی مذهب نقشبندیه بود.

## زندگی‌نامه
خانواده کوفتارو کرد بودند و اصالتاً اهل روستای کارما در ناحیه اومرلی در استان ماردین کردستان ترکیه بودند. در سال ۱۸۷۸، خانواده کوفتارو به دمشق نقل مکان کردند و در نزدیکی مسجد ابوالنور در محله کردنشین ساکن شدند. پدر کوفتارو، امین کوفتارو، تحصیلات سنتی را فرا گرفت و در مسجد سعید پاشا مشغول به کار شد. همسر اولش ناجیه سنجابی بود و از او صاحب چهار پسر و دو دختر به نام‌های موسی، توفیق، احمد، ابراهیم، زینب و فاطمه بود. وی از همسر دومش اساف بدر صاحب سه فرزند به نام‌های ربیع، عبدالقادر و ربیعه شد.

## آموزش کلاسیک در دمشق
به اصرار پدر، کوفتارو در ابتدا آموزش کلاسیک قرآن، تفسیر، حدیث و فقه اسلامی، یعنی مذاهب شافعی را نزد دانشمندان مسلمان در دمشق دریافت کرد.

## شغل در اداره افتاء
در سال ۱۹۴۸، کوفتارو قبل از نقل مکان به دمشق در سال ۱۹۵۰ به عنوان معلم مسجد در قنیطره کار کرد. دو سال بعد، مفتی مذهب شافعی در دمشق و عضو شورای عالی افتا تحت سرهنگ ادیب الشیشکلی شد. غریزه سیاسی کوفتارو او را با حزب بعث سوریه در سال ۱۹۵۵ همسو کرد. گزارش شده‌است که او از نامزد حزب بعث در انتخابات ۱۹۵۵ برای یک کرسی آزاد در پارلمان حمایت کرد.

## حمایت از گفتگوی بین ادیان
احمد کفتارو طرفدار گفتگوی بین ادیان بود. او به عنوان نماینده اسلام دولتی سوریه از بسیاری از کشورها دیدن کرد، از جمله دیدار با پاپ در رم در سال ۱۹۸۵. او پیام امان را امضا کرد، بیانیه‌ای که در آن جهان اسلام را به تسامح و وحدت فرا می‌خواند که در ۹ نوامبر ۲۰۰۴ (۲۷ رمضان ۱۴۲۵ هجری قمری) توسط ملک عبدالله دوم بن الحسین پادشاه اردن صادر شد.